# John Straley
John Straley, né en 1953 à Redwood City en Californie, est un écrivain américain de roman policier.

## Biographie
Il étudie à l’université de Washington, dont il sort diplômé en écriture. Il emménage à Sitka, en Alaska, en 1977, et exerce plusieurs métiers (maréchal-ferrant, guide, contremaître, secrétaire) avant de devenir inspecteur et détective privé pour l'Alaska Public Defender. Il publie son premier roman intitulé The Woman Who Married a Bear (Histoire de la femme qui avait épousé un ours brun) en 1992, roman couronné du Shamus Award de la meilleure première œuvre en 1993 et mettant en scène le détective privé Cecil Younger. Quatre de ses cinq aventures ont été traduits à la Série noire.

## Œuvre

### Série Cecil Younger
- The Woman Who Married a Bear (1992) Publié en français sous le titre Histoire de la femme qui avait épousé un ours brun, traduction de Jean Esch, Paris, Gallimard, Série noire no 2372, 1995.
- The Curious Eat Themselves (1993) Publié en français sous le titre Les curieux s'en mordent les doigts, traduction de Jean Esch, Paris, Gallimard, Série noire no 2448, 1997.
- The Music of What Happens (1996) Publié en français sous le titre La Musique des circonstances, traduction de Jean Esch, Paris, Gallimard, Série noire no 2605, 2001.
- Death and the Language of Happiness (1997) Publié en français sous le titre La Mort et le Langage du bonheur, traduction de Frank Reichert, Paris, Gallimard, Série noire no 2665, 2002.
- The Angels Will Not Care (1998)
- Cold Water Burning (2001)
- Baby’s First Felony (2018)
- So Far and Good (2021)

### Autres romans
- The Big Both Ways (2008)
- The Rising and the Rain (2008)
- What Is Time to a Pig? (2020)
- Blown By the Same Wind (2022)
- Big Breath (2024)

## Prix et nominations

### Prix
- Prix Shamus : Best First P. I. Novel en 1993 pour The Woman Who Married a Bear[1]

### Nominations
- Prix Shamus : Best Novel en 2002 pour Cold Water Burning[1]
- Prix Shamus : Best Novel en 2019 pour Baby’s First Felony[1]

## Source
- Claude Mesplède, Dictionnaire des littératures policières, volume 2, Nantes, Éditions Joseph K., coll. Temps noir, 2007, p. 832-833.